# Minamata (Kumamoto)
Minamata (水俣市 Minamata-shi?) es una ciudad que se encuentra en Kumamoto (Japón).
En 2003, la ciudad tenía 30.080 habitantes y una densidad de población de 184,69 personas por km². La superficie total es de 162,87 km².
Fue fundada el 1 de abril de 1949.
Es conocida por los casos de envenenamiento por mercurio que se dieron durante décadas en la zona y que, inicialmente de origen desconocido, recibieron el nombre de «enfermedad de Minamata».

## Clima
| Parámetros climáticos promedio de Minamata (1991–2020) | Parámetros climáticos promedio de Minamata (1991–2020) | Parámetros climáticos promedio de Minamata (1991–2020) | Parámetros climáticos promedio de Minamata (1991–2020) | Parámetros climáticos promedio de Minamata (1991–2020) | Parámetros climáticos promedio de Minamata (1991–2020) | Parámetros climáticos promedio de Minamata (1991–2020) | Parámetros climáticos promedio de Minamata (1991–2020) | Parámetros climáticos promedio de Minamata (1991–2020) | Parámetros climáticos promedio de Minamata (1991–2020) | Parámetros climáticos promedio de Minamata (1991–2020) | Parámetros climáticos promedio de Minamata (1991–2020) | Parámetros climáticos promedio de Minamata (1991–2020) | Parámetros climáticos promedio de Minamata (1991–2020) |
| Mes                                                    | Ene.                                                   | Feb.                                                   | Mar.                                                   | Abr.                                                   | May.                                                   | Jun.                                                   | Jul.                                                   | Ago.                                                   | Sep.                                                   | Oct.                                                   | Nov.                                                   | Dic.                                                   | Anual                                                  |
| ------------------------------------------------------ | ------------------------------------------------------ | ------------------------------------------------------ | ------------------------------------------------------ | ------------------------------------------------------ | ------------------------------------------------------ | ------------------------------------------------------ | ------------------------------------------------------ | ------------------------------------------------------ | ------------------------------------------------------ | ------------------------------------------------------ | ------------------------------------------------------ | ------------------------------------------------------ | ------------------------------------------------------ |
| Temp. máx. abs. (°C)                                   | 22.3                                                   | 24.3                                                   | 27.1                                                   | 29.3                                                   | 32.6                                                   | 34.8                                                   | 36.2                                                   | 38.1                                                   | 35.4                                                   | 32.9                                                   | 28.2                                                   | 23.6                                                   | 38.1                                                   |
| Temp. máx. media (°C)                                  | 11.0                                                   | 12.4                                                   | 15.7                                                   | 20.6                                                   | 24.9                                                   | 27.2                                                   | 31.1                                                   | 32.3                                                   | 29.2                                                   | 24.2                                                   | 18.8                                                   | 13.4                                                   | 21.7                                                   |
| Temp. media (°C)                                       | 6.8                                                    | 7.8                                                    | 10.9                                                   | 15.3                                                   | 19.6                                                   | 22.9                                                   | 26.7                                                   | 27.4                                                   | 24.3                                                   | 19.1                                                   | 13.9                                                   | 8.8                                                    | 17                                                     |
| Temp. mín. media (°C)                                  | 2.6                                                    | 3.2                                                    | 6.1                                                    | 10.3                                                   | 14.8                                                   | 19.4                                                   | 23.3                                                   | 23.7                                                   | 20.5                                                   | 14.8                                                   | 9.5                                                    | 4.5                                                    | 12.7                                                   |
| Temp. mín. abs. (°C)                                   | -7.4                                                   | -4.9                                                   | -2.4                                                   | -0.4                                                   | 6.8                                                    | 11.3                                                   | 17.2                                                   | 17.6                                                   | 9.0                                                    | 3.6                                                    | 0.0                                                    | -3.2                                                   | -7.4                                                   |
| Precipitación total (mm)                               | 71.1                                                   | 94.7                                                   | 130.1                                                  | 143.3                                                  | 187.2                                                  | 463.8                                                  | 410.7                                                  | 232.6                                                  | 212.1                                                  | 97.5                                                   | 98.8                                                   | 80.2                                                   | 2222.1                                                 |
| Días de lluvias (≥ 1 mm)                               | 8.9                                                    | 9.8                                                    | 11.7                                                   | 10.7                                                   | 9.7                                                    | 15.4                                                   | 12.4                                                   | 10.9                                                   | 10.2                                                   | 7.5                                                    | 8.6                                                    | 8.8                                                    | 124.6                                                  |
| Horas de sol                                           | 119.5                                                  | 135.6                                                  | 168.2                                                  | 184.9                                                  | 194.8                                                  | 131.2                                                  | 202.3                                                  | 223.4                                                  | 178.3                                                  | 185.1                                                  | 149.0                                                  | 129.3                                                  | 2001.6                                                 |
| Fuente n.º 1: Agencia Meteorológica de Japón           |                                                        |                                                        |                                                        |                                                        |                                                        |                                                        |                                                        |                                                        |                                                        |                                                        |                                                        |                                                        |                                                        |
| Fuente n.º 2: Agencia Meteorológica de Japón           |                                                        |                                                        |                                                        |                                                        |                                                        |                                                        |                                                        |                                                        |                                                        |                                                        |                                                        |                                                        |                                                        |